# I-361 (sous-marin)
L'I-361 (イ-361) est un sous-marin de Classe Type D (丁型/潜丁型潜水艦, Tei-gata/Sen-Tei-gata sensuikan) de la sous-classe D1 (丁型/潜輸（伊三百六十一型）, Tei-gata/Sen'yu, classe I-361) en service dans la marine impériale japonaise durant la Seconde Guerre mondiale.
Il a servi pendant la Seconde Guerre mondiale et a effectué des missions de transport entre le Japon et l'île Wake jusqu'à ce qu'il soit transformé en porte-torpilles kaiten en 1945. Il a été coulé lors de sa première mission kaiten en mai 1945.

## Description
Les sous-marins de la sous-classe D1 étaient des sous-marins de transport à moyenne portée. La construction s'étalant entre 1943 et 1944
Ils ont un déplacement de 1 463 tonnes en surface et 2 251 tonnes en immersion. Les sous-marins mesuraient 73,5 mètres de long, avaient une largeur de 8,9 mètres et un tirant d'eau de 4,76 mètres. Les sous-marins permettaient une profondeur de plongée de 75 m et avaient un effectif de 55 officiers et membres d'équipage.
Kampon a été retenu comme fabricant des moteurs diesel Mk.23B Model 8. Pour la navigation de surface, les sous-marins étaient propulsés par deux moteurs diesel de 925 cv (680 kW), chacun entraînant un arbre d'hélice. En immersion, chaque hélice était entraînée par un moteur électrique de 600 chevaux-vapeur (441 kW). Ils pouvaient atteindre 13 nœuds (24 km/h) en surface et 6,5 nœuds (12 km/h) sous l'eau. En surface, les D1 avaient une autonomie de 15 000 milles nautiques (27 800 km) à 10 noeuds (19 km/h); en immersion, ils avaient une autonomie de 120 milles nautiques (200 km) à 3 noeuds (6 km/h).
Les sous-marins étaient armés de 2 tubes lance-torpilles internes de 53,3 cm à l'avant. Ils transportaient un torpille pour chaque tube, soit un total de 2 torpilles Type 95. Ils étaient également armés d'un canon de pont de 140 mm (L/40) Type 11e année pour le combat en surface et de 2 canons anti-aérien de 25 mm Type 96.

## Construction
Construit par l'Arsenal naval de Kure au Japon, le I-361 a été mis sur cale le 16 février 1943 sous le nom de sous-marin de transport n°5461. Il est renommé I-361 le 20 octobre 1943 et provisoirement rattaché au district naval de Yokosuka. Il a été lancé le 30 octobre 1943 et officiellement rattaché au district naval de Yokosuka. Le 23 avril 1944, il est rattaché au district naval de Kure. Il a été achevé et mis en service le 25 mai 1944.

## Historique
Le I-361 est mis en service dans la Marine impériale japonaise le 25 mai 1944 et rattaché au district naval de Yokosuka. Le Lieutenant de vaisseau (海軍大尉 (Kaigun-dai-i)) Okayama Noboru est le commandant du sous-marin. Il est affecté au 11e escadron de sous-marins pendant sa mise au point.
Une fois ses examens terminés, le I-361 est réaffecté au 7e escadron de sous-marins le 15 août 1944.

### Missions de transport
Le 23 août 1944, le I-361 a quitté Yokosuka en direction de l'île Wake pour sa première mission de transport. Il est arrivé à l'île Wake le 7 septembre 1944, a déchargé 70 tonnes de marchandises, embarqué 30 passagers et a repris la mer le même jour pour son voyage de retour. Il est arrivé à Yokosuka le 17 septembre 1944. Pendant son séjour au Japon, il s'est brièvement échoué le 4 octobre 1944.
Le 17 octobre 1944, le I-361 a quitté Yokosuka pour son deuxième voyage de transport, mettant de nouveau le cap sur l'île Wake, qu'il a atteint le 29 octobre 1944. Après avoir déchargé 67 tonnes de munitions et embarqué cinq passagers, il est parti le même jour à destination de Yokosuka, où il est arrivé le 9 novembre 1944.
Le 9 janvier 1945, le I-361 entame son dernier voyage de ravitaillement, toujours à destination de l'île Wake. Il y débarque sa cargaison, embarque des passagers et repart le jour même. Il arrive à Yokosuka le 7 février 1945.

### Porteur de Kaiten
Après son retour au Japon, le I-361 a été transformé d'un sous-marin de transport en un porte-torpilles d'attaque suicide kaiten, la conversion impliquant le retrait de son canon de pont de 140 millimètres et de sa péniche de débarquement de classe Daihatsu et leur remplacement par des aménagements lui permettant de transporter cinq kaiten sur son pont,. Le 20 mars 1945, le 7e escadron de sous-marins a été désactivé et le I-361 a été réaffecté à la 15e division de sous-marins.
Entre le 26 et le 29 mars 1945, les forces américaines ont capturé des bases avancées et des mouillages dans les îles Kerama, au sud-ouest d'Okinawa. La bataille d'Okinawa a commencé lorsque les forces américaines ont débarqué sur Okinawa même le 1er avril 1945. Le 24 mai 1945, le I-361 faisait partie du groupe Kaiten Todoroki ("Coup de tonnerre") avec les sous-marins I-36, I-165 et I-363. Avec cinq kaiten à bord, il s'est mis en route ce jour-là depuis la base de kaiten à Hikari vers une zone de patrouille au sud-est d'Okinawa.

### Perte
Le 28 mai 1945, un dragueur de mines de l'US Navy (marine américaine) a détecté le I-361. Le dragueur de mines a alerté le porte-avions d'escorte USS Anzio et les quatre destroyers d'escorte qui l'escortaient du contact, et le Anzio et ses escortes se sont dirigés vers la scène, avec le lancement d'avions du Anzio de son escadron composite 13 (VC-13) embarqués pour effectuer une série de recherches du I-361.
Le 31 mai 1945 à 4h36, un bombardier torpilleur TBM-1C Avenger du VC-13 a établi le contact radar avec le I-361, qui se trouvait à la surface à 400 milles nautiques (740 km) au sud-est d'Okinawa. En sortant d'un nuage, le Avenger a aperçu le I-361 à une distance d'environ 5 500 m, l'identifiant à tort comme un "sous-marin de classe I-161" sans son canon de pont et ne signalant aucune kaiten sur son pont. Le Avenger a tiré quatre roquettes sur le I-361, et l'équipage de l'avion a cru qu'il avait marqué deux fois. Le I-361 s'est immergé. Le Avenger a ensuite largué des bouées acoustiques et une torpille acoustique de guidage Mark 24 "Fido". La "Fido" a fait un point sur les bruits d'hélice du I-361 et a explosé. Le destroyer d'escorte USS Oliver Mitchell qui approchait a ressenti un fort choc sous-marin à 15 milles nautiques (28 km) de là, et loril est arrivé avec le destroyer d'escorte USS Tabberer sur les lieux du naufrage, ils ont aperçu une nappe de pétrole lourd et des débris flottants. Cel a marqué la fin du I-361, coulé avec la perte des 81 hommes à bord - tout son équipage de 76 personnes et les cinq pilotes de kaiten embarqués - à la position géographique de 20° 22′ N, 134° 09′ E.
Le 25 juin 1945, la marine impériale japonaise a déclaré le I-361 présumé perdue avec tout son équipage au sud-est d'Okinawa.
Il a été rayé de la liste de la marine le 10 août 1945.